# RNF165
RNF165 (англ. Ring finger protein 165) – білок, який кодується однойменним геном, розташованим у людей на довгому плечі 18-ї хромосоми. Довжина поліпептидного ланцюга білка становить 346 амінокислот, а молекулярна маса — 39 526.
| 10         |  | 20         |  | 30         |  | 40         |  | 50         |
| ---------- |  | ---------- |  | ---------- |  | ---------- |  | ---------- |
| MVLVHVGYLV |  | LPVFGSVRNR |  | GAPFQRSQHP |  | HATSCRHFHL |  | GPPQPQQLAP |
| DFPLAHPVQS |  | QPGLSAHMAP |  | AHQHSGALHQ |  | SLTPLPTLQF |  | QDVTGPSFLP |
| QALHQQYLLQ |  | QQLLEAQHRR |  | LVSHPRRSQE |  | RVSVHPHRLH |  | PSFDFGQLQT |
| PQPRYLAEGT |  | DWDLSVDAGL |  | SPAQFQVRPI |  | PQHYQHYLAT |  | PRMHHFPRNS |
| SSTQMVVHEI |  | RNYPYPQLHF |  | LALQGLNPSR |  | HTSAVRESYE |  | ELLQLEDRLG |
| NVTRGAVQNT |  | IERFTFPHKY |  | KKRRPQDGKG |  | KKDEGEESDT |  | DEKCTICLSM |
| LEDGEDVRRL |  | PCMHLFHQLC |  | VDQWLAMSKK |  | CPICRVDIET |  | QLGADS     |

A: Аланін

C: Цистеїн

D: Аспарагінова кислота

E: Глутамінова кислота

F: Фенілаланін

G: Гліцин

H: Гістидин

I: Ізолейцин

K: Лізин

L: Лейцин

M: Метіонін

N: Аспарагін

P: Пролін

Q: Глутамін

R: Аргінін

S: Серин

T: Треонін

V: Валін

W: Триптофан

Кодований геном білок за функцією належить до трансфераз. 
Задіяний у таких біологічних процесах, як убіквітинування білків, альтернативний сплайсинг. 
Білок має сайт для зв'язування з іонами металів, іоном цинку. 
Локалізований у ядрі.